# خانه‌موزه آرام خاچاتوریان
خانه‌موزه آرام خاچاتوریان (ارمنی: Արամ Խաչատրյանի տուն-թանգարան) در سال ۱۹۸۲ در ایروان ارمنستان افتتاح شد. 
این خانه‌موزه در شماره ۳ خیابان مارشال ایوان باقرامیان واقع شده‌است.